# Ford Taurus (2008)
O Taurus é um sedan de porte médio da Ford. Foi lançado como Ford Five Hundred, mas devido às vendas aquém das expectativas teve seu nome mudado.